# Іван-город
Іван, Іван-город (місцева назва — Іван-гора) — археологічна пам'ятка, давньоруське городище.

## Розташування
Розташований біля міста Ржищів Київської області, на березі Дніпра в урочищі Іван-гора.

## Історія
Датується кінцем 11 — 13 століттям. Згадується в Іпатіївському літописі під 1151 як фортеця, збірний пункт князів, які брали участь під керівництвом Ізяслава Мстиславича у боротьбі з Юрієм Долгоруким:
|  | В то же время Вячъславъ, и Изяслав, и братъ его Ростиславъ, и Изяславъ Давыдовичу и Володимеръ брат Ростиславль, и Городеньскый князь, стояхуть вси у Ивана |

Літопис розповідає, що Юрій Долгорукий, після того, як змушений був вдруге піти з Києва в 1151 році, зібрав своїх союзників і виступив на Київ з Городця Остерського. Переправитися через Дніпро на правий берег вони вирішили по Зарубському броду біля міста Заруба (село Зарубинці Бориспільського району Київської області, існувало до створення Канівського водосховища). Київський князь Ізяслав зі своїми союзниками в той час стояв біля (міста) Івана, а потім, отримавши звістку про насування супротивника, повернувся до Києва. Слідуючи літописному опису пересування князів, місто Іван мало перебувати між містами Новгород Святополчий (знаходився неподалік від сучасного села Витачева Обухівського району Київської області) і Зарубом.
Як показує городище, що збереглося, Іван був невеликою, але сильною фортецею. Займала вона виступ правого берега Дніпра, який височів над його заплавою на 65-70 м. По схилу пагорба з напільного боку проходили два оборонних рови, що придавали йому додаткову крутизну; по краю плато йшов високий вал. Городище захищало населення від нападів ворога високими дерев'яними стінами. Багаторічні розкопки городища, показали, що найбільший розквіт його припадав на XII–XIII століття; більшість жител, а також археологічних знахідок датується саме цим часом.
Городище одношарове, його відносять до однієї з фортець Дніпровської лінії оборони, що захищала переправу через Дніпро і близькі підступи до столиці Русі — Києва.
Укріплений замок Іван на Дніпрі, імовірно, колись належав Яну (Івану) Вишатичу — Київському тисяцькому. На південний схід від городища знаходиться селище цього ж часу. У разі небезпеки фортеця Іван могла виставити близько сотні озброєних дружинників, хоча гарнізон її був, ймовірно, менш численним.
Городище було, ймовірно, розгромлено під час першого монголо-татарського походу і розорення цієї частини узбережжя Дніпра після битви на Калці в 1223 році, коли монголо-татари розорили міста на Нижньому Дніпрі до Новгорода Святополчого.

## Загальний опис
Займає останець корінного берега площею 310 х 55 м². Досліджено оборонні споруди, що складалися з двох рядів чотирикутних зрубів — зовнішній ряд та частина внутрішнього заповнювалися ґрунтом, порожнисті кліті мали житлове або господарське призначення. Розкопано житлові й господарські будівлі (близько 70 — каркасно-стовпової або зрубної конструкції), вони розміщувалися в два ряди вздовж фортечної стіни. Нові будинки часто зводили на місці згорілих. Сім'я, як правило, займала горницю і кухню. В останніх збереглися глиняні печі, що свідчить про опалення без димарів. Поруч вириті ями для збереження зерна. У центральній частині розкрито 4 гончарних двоярусних горна. Із знахідок видно, що поселення швидше було ремісничим. Це жорна, сокири, замки, ключі, наконечники списів, свинцева печатка. Знайдено велику кількість черепків різноманітного посуду. Він оздоблений орнаментом, розписаний мінеральною фарбою. Робота виконана чітко і привабливо, що свідчить про те, що гончарне виробництво вже в той час було досить розвинутим. Трапляються також і ювелірні вироби: прикраси із бронзи, срібла, скла, вироби з кістки. Знайдено численні скарби (монети), що свідчить про високий рівень торгівлі.

## Дослідження
В 1926 городище Іван-гора досліджувалося  В. Є. Козловською. Досліджено у 1960–1966 роках експедицією Інституту археології АН УРСР під керівництвом В. К. Гончарова.